# Parafia św. Jana Chrzciciela w Skotnikach

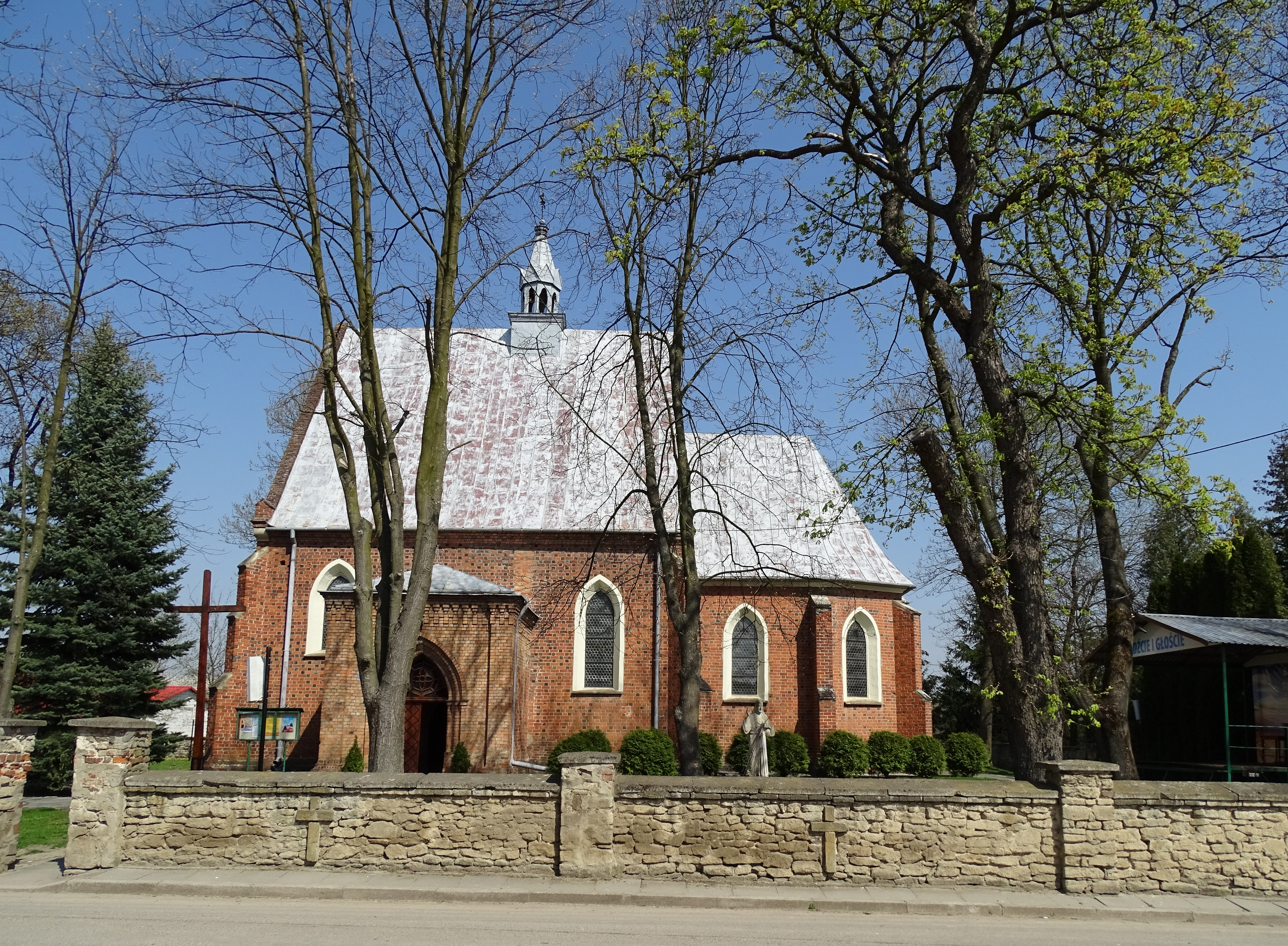
Kościół św. Jana Chrzciciela.

Parafia św. Jana Chrzciciela w Skotnikach – parafia rzymskokatolicka znajdująca się w Skotnikach i należąca do diecezji sandomierskiej w dekanacie Koprzywnica.
Do parafii należą: Bogoria, Kamieniec, Ostrołęka, Skotniki, Szewce.
Kościół zbudowany w stylu gotyckim, fundacji arcybiskupa gnieźnieńskiego Jarosława Bogorii Skotnickiego, konsekrowany  w 1347 roku.